# Šipilovskaja (stanice metra v Moskvě)
Šipilovskaja (rusky Шипиловская) je stanice moskevského metra. Architekty byli Nikolaj Šumakov, Vadim Volovič, Natalia Šurygina. Nachází se na Ljublinsko-Dmitrovské lince, mezi stanicemi Borisovo a Zjablikovo. Šipilovskaja byla otevřena dne 2. prosince 2011. Nástupiště je dlouhé 162 metrů a široké 10 metrů.

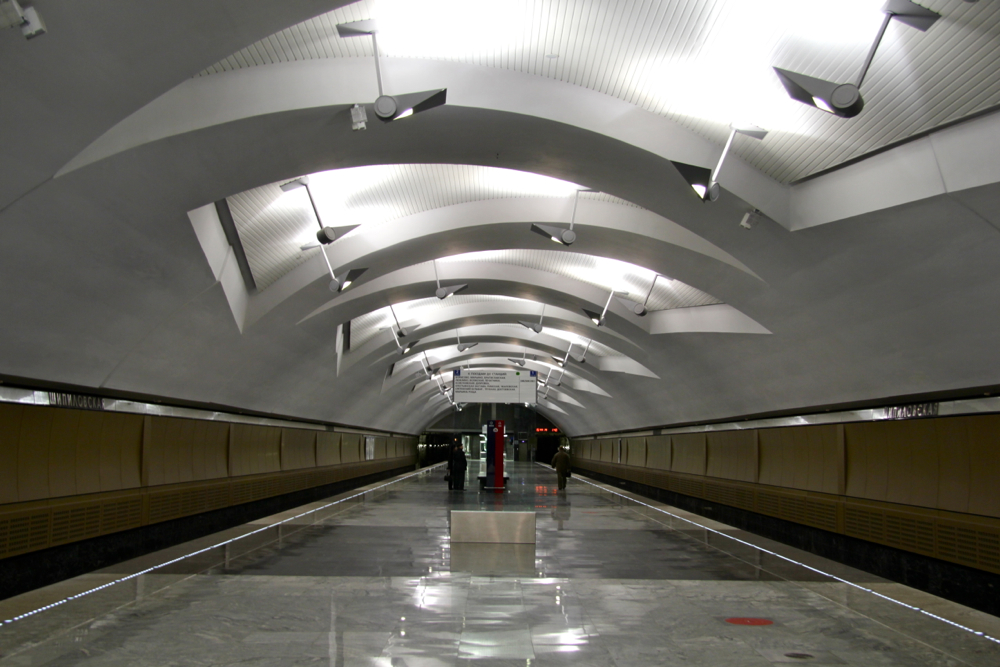
Prostředí stanice Šipilovskaja

## Jméno
Stanice je pojmenována podle ulice Šipilovskaja, v blízkosti vlakového nádraží, které nese název podle malé obce Šipilovo nacházející se tu před tím než se oblast stala částí Moskvy v roce 1966. Tato vesnice zde byla již od 16. století a jeho jméno je spojeno s ruskou osobností jménem Šhipil (někdy Šipilo).

## Historie
V letech 1993—1996 byly na východní straně ulice, naproti domu Musy Jalil 23/56, vyhloubeny základy o délce cca 100 metrů, v roce 1998 byly provedeny na oploceném místě přípravné práce a vystavěny opěry. Stanice plánovala otevřít v roce 2000, ale vzhledem k nedostatku financí na výstavbu byly práce zastaveny v září 1998. V letech 1999-2000 byla část zařízení vyňata, v roce 2004 byl ze základové jámy zdvižen a opraven tunelovací panel, který byl následně použit pro výstavbu taškentského metra. Tento panel dokončil hloubení tunelu od stanice Zjablikovo, druhý tunel procházel částečně asi 40 metrů. Tunelovací štít, který se tam byl v letech ochrany stavby zrezivěl, byl v 2008-09 byl uveden do provozu a zakončil hloubení své části tunelu. Stanice byla otevřena dne 2. prosince 2011.